# Глотовщина (заповідне урочище)
Глото́вщина — заповідне урочище, розташоване неподалік від села Рашівка Гадяцького району Полтавської області. Було створене відповідно до постанови Полтавської облради № 74 від 17 квітня 1992 року.

## Загальні відомості
Землекористувачем є ДП «Гадяцький лісгосп», Лютенське лісництво, квартали 107, 108, площа — 108 гектарів. Розташоване на південний захід від села Лютенька Гадяцького району.
Урочище створене з метою збереження дубово-соснових насаджень на боровій терасі річки Псел із різноманітним рослинним та тваринним світом. Осередок збереження рідкісних видів рослин (9) та тварин (22).